# Twentynine Palms, Kalifornien
Twentynine Palms är en stad (city) i San Bernardino County, i delstaten Kalifornien, USA. Enligt United States Census Bureau har staden en folkmängd på 25 377 invånare (2011) och en landarea på 153 km².
Utanför staden finns den militära övningsanläggningen Marine Corps Air Ground Combat Center som tillhör USA:s marinkår.